# Memorial Marco Pantani
Memorial Marco Pantani är ett endagslopp i cykel som hålls årligen i Emilia-Romagna, Italien. Loppet har arrangerats (av Gruppo Sportivo Emilia) sedan 2004 till minne av cyklisten Marco Pantani och slogs samman med Giro della Romagna 2013. Det startar i Cesenatico, Marco Pantanis hemstad, och slutar i staden där han föddes, Cesena.
Memorial Marco Pantani tillhör UCI Europe Tour sedan 2006 och rankas i kategori 1.1.

## Resultat
| År   | Segrare                     | Tvåa                        | Trea                        |
| 2004 | Damiano Cunego              | Franco Pellizotti           | Luca Mazzanti               |
| 2005 | Gilberto Simoni             | Luca Mazzanti               | Emanuele Sella              |
| 2006 | Daniele Bennati             | Luca Mazzanti               | Ruslan Pidgornij            |
| 2007 | Franco Pellizotti           | Luca Mazzanti               | Pasquale Muto               |
| 2008 | Enrico Rossi                | Damiano Cunego              | Ruslan Pidgornij            |
| 2009 | Roberto Ferrari             | Giovanni Visconti           | Valerio Agnoli              |
| 2010 | Elia Viviani                | José Serpa                  | Manuel Belletti             |
| 2011 | Fabio Taborre               | Davide Rebellin             | Daniel Martin               |
| 2012 | Fabio Felline               | Elia Viviani                | Giovanni Visconti           |
| 2013 | Sacha Modolo                | Enrico Rossi                | Andrea Piechele             |
| 2014 | Sonny Colbrelli             | Grega Bole                  | Fabio Chinello              |
| 2015 | Diego Ulissi                | Giovanni Visconti           | Vincenzo Nibali             |
| 2016 | Francesco Gavazzi           | Matteo Busato               | Paolo Totò                  |
| 2017 | Marco Zamparella            | Diego Ulissi                | Egan Bernal                 |
| 2018 | Davide Ballerini            | David Gaudu                 | Francesco Gavazzi           |
| 2019 | Alexej Lutsenko             | Diego Rosa                  | Guillaume Martin            |
| 2020 | Fabio Felline               | Ethan Hayter                | Alexandr Riabusjenka        |
| 2021 | Sonny Colbrelli             | Vincenzo Albanese           | Alex Aranburu               |
| 2022 | inställt på grund av oväder | inställt på grund av oväder | inställt på grund av oväder |
| 2023 | Alexej Lutsenko             | Marc Hirschi                | Pavel Sivakov               |
| 2024 | Marc Hirschi                | Lorenzo Milesi              | Vincenzo Albanese           |